# Royal Never Give Up
Royal Never Give Up (abrégé RNG) est une organisation esport chinoise. Leur équipe de League of Legends joue en LPL, la plus haute ligue en Chine et leur équipe Dota 2 a notamment participé à The International 2019. L'équipe s'appelait à ses débuts Royal Club puis Star Horn Royal Club et est devenue Royal Never Give Up en mai 2015. Leur équipe académique, fondée en même temps, a récupéré l'ancien nom et s'appelle désormais Royal Club.

## Histoire

### League of Legends

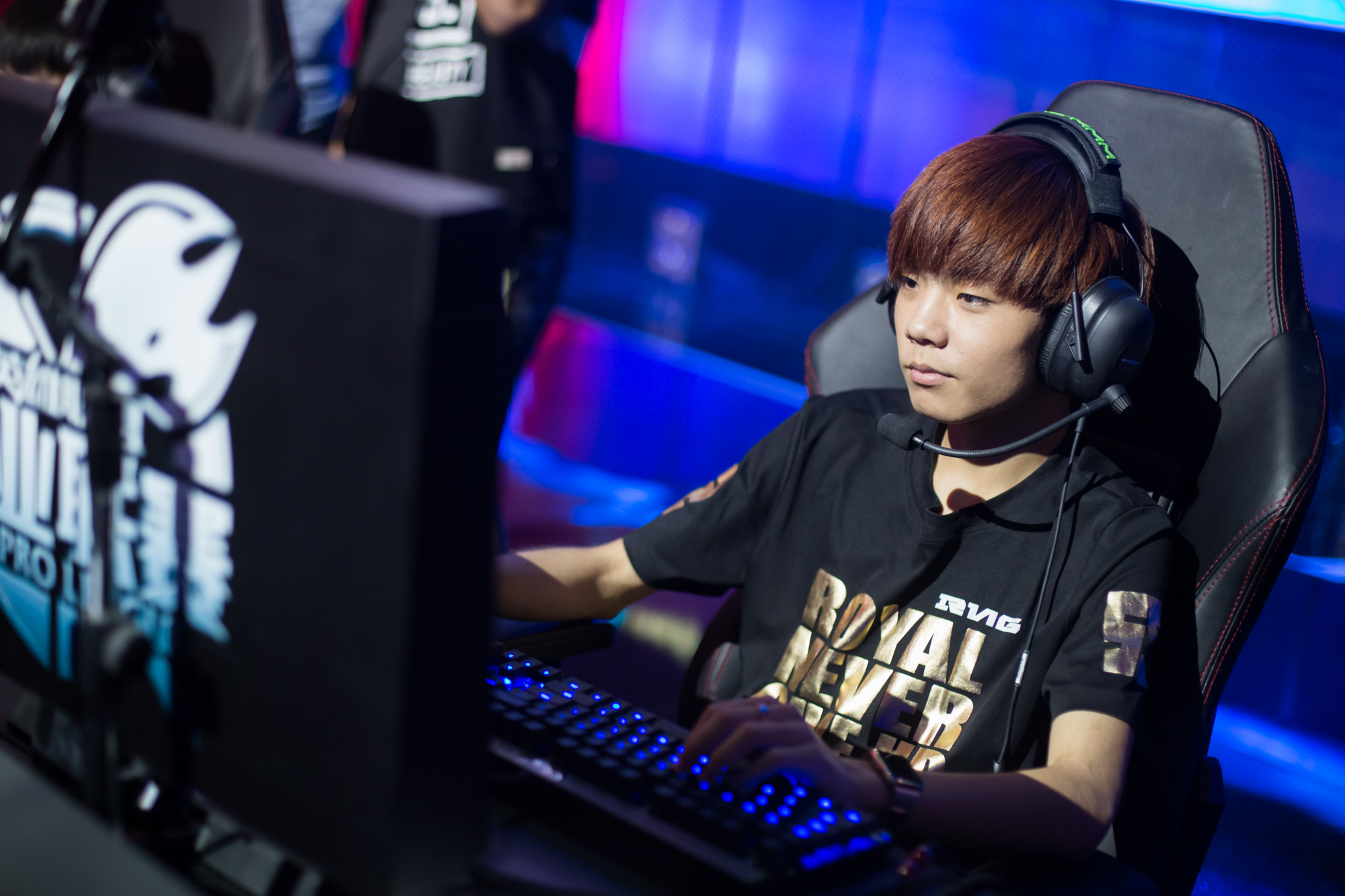
L'AD Carry Wang « Wuxx » Cheng durant la LPL 2015.

Battu deux fois d'affilée en finale des championnats du monde 2013 et 2014, l'AD Carry emblématique de l'équipe Jian « Uzi » Zi-Hao quitte l'équipe fin 2014 et rejoint l'équipe rivale Oh My God. L'hiver a été très compliqué pour l'équipe puisqu'à la suite de complications de transfert et de blessures, l'équipe se retrouve dans une position de relégable et ne parvient pas à se maintenir en LPL. Ainsi, le 14 mai, un accord avec Gamtee et Vici Gaming est conclu, donnant lieu à l'une des acquisitions d'équipe les plus complexes de l'histoire de League of Legends : Vici Potential Gaming a vendu sa propre place en LPL à Royal, a acheté la place en LPL de Gamtee et a ensuite été rebaptisée Unlimited Potential. La nouvelle équipe devenue Royal Never Give Up a participé à la LPL et l'ancienne équipe de Star Horn Royal a fini par participer à la LSPL avec un effectif différent. La majorité de l'ancien effectif de Vici Potential Gaming n'est pas restée chez Royal, mais a été transféré chez Unlimited Potential.
L'équipe se reconstruit petit à petit et parvient à remporter la LPL au printemps 2016. Une bonne performance au Mid-Season Invitational convaincra Uzi de revenir chez RNG pour le segment d'été.
Si l'année 2017 sera marquée par deux défaites en finale des play-offs du segment printanier et d'été, l'équipe retournera pour la première fois depuis 2014 en demi-finale des championnats du monde.
En 2018, l'équipe est impressionnante et domine ses deux segments nationaux puis remporte son premier titre international en battant l'équipe coréenne DRX en finale du Mid-Season Invitational 2018. Favori pour les championnats du monde, RNG tombera pourtant en quart de finale face à G2 Esports à la surprise générale.

#### Effectif
| Nat. | Pseudo   | Nom           | Rôle                  | Date d'entrée    |
| ---- | -------- | ------------- | --------------------- | ---------------- |
|      | Breathe  | Chen Chen     | Top                   | 1er juin 2022    |
|      | Wei      | Yan Yang-Wei  | Jungle                | 17 décembre 2020 |
|      | Tangyuan | Lin Yu-Hong   | Mid                   | 11 janvier 2023  |
|      | Lwx      | Lin Wei-Xiang | AD Carry              | 12 décembre 2023 |
|      | Ming     | Shi Sen-Ming  | Support               | 12 décembre 2023 |
|      | LP       | Li Fei        | AD Carry (remplaçant) | 24 mai 2023      |

|  | LetMe | Yan Junze | Head Coach | 12 décembre 2023 |

## Palmarès
- Vainqueur du Mid-Season Invitational 2018, 2021 et 2022.
- Cinq fois vainqueur de la League of Legends Pro League (LPL) : printemps 2016, printemps 2018, été 2018, printemps 2021 et printemps 2022.